# Wapen van Nieuwland

Wapen van Nieuwland

Het wapen van Nieuwland werd tussen 1 april 1817 en 1 januari 1986 officieus door de gemeente Nieuwland gevoerd, zonder dat het door de Hoge Raad van Adel was bevestigd of verleend. Op 1 januari 1986 fuseerde de gemeente samen met Ameide, Hei- en Boeicop, Tienhoven, Lexmond, Meerkerk en Leerbroek tot de nieuw opgerichte gemeente Zederik. In het wapen van Zederik zijn twee gekanteelde palen als verwijzing naar het geslacht Van Arkel opgenomen. Het wapen van Van Arkel was de basis voor een aantal wapens van de gemeenten waaruit Zederik is ontstaan, waaronder het officieuze wapen van Nieuwland.

## Blazoenering
De blazoenering van het wapen luidde als volgt:
In zilver 2 beurtelings gekanteelde dwarsbalken van keel.
De heraldische kleuren in het wapen zijn: zilver (wit) en keel (rood).

## Geschiedenis
Het wapen is dat van het geslacht Van Arkel.

## Verwante wapens

Het wapen van de familie Van Arkel en het Land van Arkel
Het wapen van Zederik

Ter Aar
· Aarlanderveen
· Abbenbroek
· Abtsregt
· Alkemade
· Alphen
· Ameide
· Ammerstol
· Arkel
· Asperen
· Benthuizen
· Bergambacht
· Bergschenhoek
· Berkel en Rodenrijs
· Berkenwoude
· Bernisse
· Biert
· Binnenmaas
· Bleiswijk
· Bleskensgraaf
· Bleskensgraaf en Hofwegen
· Bodegraven
· Boskoop
· Brandwijk
· Brielle
· Broek, Thuil en 't Weegje
· Charlois
· Cillaarshoek
· Cromstrijen
· De Lier
· De Mijl
· Delfshaven
· Den Bommel
· Dirksland
· Driebruggen
· Dubbeldam
· Everdingen
· Geervliet
· Giessen-Nieuwkerk
· Giessenburg
· Giessendam
· Giessenlanden
· Goedereede
· Gouderak
· Goudriaan
· Goudswaard
· Graafstroom
· 's-Gravendeel
· 's-Gravenzande
· Groot-Ammers
· Groote Lindt
· Haastrecht
· Hagestein
· Hardinxveld
· Hazerswoude
· Heenvliet
· Heer Oudelands Ambacht
· Heerjansdam
· Hei- en Boeicop
· Heinenoord
· Hekelingen
· Hekendorp
· Herkingen
· Hillegersberg
· Hellevoetsluis
· Hodenpijl
· Hoek van Holland
· Hof van Delft
· Hoogblokland
· Hoornaar
· IJsselmonde
· Jacobswoude
· Kamerik
· Katendrecht
· Kedichem
· Kethel en Spaland
· Kijfhoek
· Klaaswaal
· Kleine Lindt
· Korendijk
· Koudekerk aan den Rijn
· Kralingen
· Krimpen aan de Lek
· Lange Ruige Weide
· Langerak
· Leerbroek
· Leerdam
· Leidschendam
· Leimuiden
· Lekkerkerk
· Lexmond
· Liemeer
· Loosduinen
· Liesveld
· Maasdam
· Maasland
· Meerkerk
· Melissant
· Middelharnis
· Mijnsheerenland
· Moerkapelle
· Molenaarsgraaf
· Molenwaard
· Monster
· Moordrecht
· Naaldwijk
· Nederlek
· Niemandsvriend
· Nieuw-Beijerland
· Nieuw-Helvoet
· Nieuw-Lekkerland
· Nieuwe-Tonge
· Nieuwenhoorn
· Nieuwerkerk aan den IJssel
· Nieuwland
· Nieuwpoort
· Nieuwveen
· Noordeloos
· Noordwijkerhout
· Nootdorp
· Numansdorp
· Onwaard
· Ooltgensplaat
· Oostflakkee
· Oostvoorne
· Ottoland
· Oud-Alblas
· Oud-Beijerland
· Ouddorp
· Oude-Tonge
· Oudenhoorn
· Ouderkerk
· Ouderkerk aan den IJssel
· Oudewater
· Oudshoorn
· Overschie
· Papekop
· Pernis
· Peursum
· Piershil
· Pijnacker
· Poortugaal
· Puttershoek
· Reeuwijk
· Rhoon
· Rijnsaterwoude
· Rijnsburg
· Rijnwoude
· Rijsoord
· Rockanje
· Roxenisse
· Rozenburg
· Sandelingen-Ambacht
· Sassenheim
· Schelluinen
· Schiebroek
· Schipluiden
· Schoonhoven
· Schoonrewoerd
· Schuddebeurs en Simonshaven
· Sint Anthoniepolder
· Sint Maartensregt
· Sluipwijk
· Sommelsdijk
· Spijkenisse
· Stad aan 't Haringvliet
· Stellendam
· Stolwijk
· Stompwijk
· Stormpolder
· Streefkerk
· Strevelshoek
· Strijen
· Ter Aar
· Tienhoven
· Valkenburg
· Veur
· Vianen
· Vierpolders
· Vlaardingerambacht
· Vliet
· Vlist
· Voorburg
· Voorhout
· Vrijenban
· Waarder
· Warmond
· Wateringen
· Westmaas
· Westvoorne
· Wieldrecht
· Wijngaarden
· Woerden
· Woubrugge
· 't Woudt
· Zederik
· Zegwaart
· Zevenhoven
· Zevenhuizen
· Zevenhuizen-Moerkapelle
· Zouteveen
· Zuid-Beijerland
· Zuidbroek
· Zuidland
· Zwammerdam
· Zwartewaal

Heerlijkheidswapens:
ter Aa
· Albrandswaard
· Biesland
· Cromstrijen
· Duivenvoorde
· 's-Gravenambacht
· Hoog- en Wout-Harnas
· Langerak bezuiden de Lek
· Lek en Stormpolder
· Nederslingeland
· West-Nieuwland
· Oosterwijk
· Spieringshoek
· Vliet
· Voshol
· Vrijenban
· Vrijenhoeve
· Wieldrecht